# يانا غوبتا
يانا غوبتا (بالتشيكية: Yana Gupta)‏ واسمها الحقيقي جانا سينكوفا (بالتشيكية: Jana Synková)‏ وهي عارضة أزياء وممثلة وكاتبة تشيكية تعيش في مومباي. ولدت في يوم 29 أبريل 1979 في مدينة برنو في تشيكوسلوفاكيا، منذ عمر ال16 بدأت في عملها كعارضة أزياء في اليابان وثم انتقلت إلى الهند وعملت في بوليوود في 2003 ومثلت في عدة أفلام هندية.

## وصلات خارجية
- يانا غوبتا على موقع IMDb (الإنجليزية)
- يانا غوبتا على موقع ألو سيني (الفرنسية)
- يانا غوبتا على موقع أول موفي (الإنجليزية)
- يانا غوبتا على موقع قاعدة بيانات الفيلم (الإنجليزية)
- يانا غوبتا على موقع كينوبويسك (الروسية)